# Angel Sanctuary
Angel Sanctuary (japanisch 天使禁猟区 Tenshi Kinryōku, „Engel-Naturschutzgebiet“) ist eine abgeschlossene Manga-Serie der japanischen Zeichnerin Kaori Yuki, die auch als Anime verfilmt wurde. Figuren und Schauplätze entstammen der christlichen, jüdischen und vor allem kabbalistischen Mythologie, die Geschichte greift entsprechende Elemente wie die „sieben Ebenen des Himmels und der Hölle“ oder das „Sich-Zurückziehen Gottes“ auf.

## Handlung
Der junge Setsuna Mudō (無道刹那 Mudō Setsuna) ist in seine eigene Schwester Sara (無道紗羅 Mudō Sara) verliebt. Als wäre dieses inzestuöse Problem nicht schon groß genug, muss er auch noch erfahren, dass er die Seele des gefallenen und verurteilten weiblichen Engels Alexiel (アレクシエル Arekushieru) in sich trägt. Daher begegnet er schon bald Alexiels Bruder Rosiel, der im letzten Kampf zwischen Engeln und Dämonen von Alexiel mit einem Zauber in der Erde versiegelt wurde. Inzwischen hat sein treuer Anhänger Katan ihn aus seiner Verbannung befreit und er sinnt auf Rache. So rutscht Setsuna in den Mittelpunkt eines Kampfes zwischen Himmel und Hölle, in dem viele seiner Freunde und Bekannten umkommen, wie etwa seine Schwester Sara, die sich für ihn opfert. 
Der Wunsch, Sara um jeden Preis wieder zum Leben zu erwecken, führt Setsuna daraufhin zunächst in den Hades, wo er dem Wächter des Höllentores Uriel begegnet, der zugleich einer der vier Erzengel ist. Während er sich dort aufhält, stirbt aber sein wahrer Körper und er erwacht vorerst in Alexiels Körper zum Leben, der sich seit ihrer Verurteilung durch Gott in der Hölle befindet. Dort begegnet er nicht nur einigen der sieben Satane, welche die sieben Todsünden darstellen, sondern auch Luzifer persönlich. 
Nachdem er von dort zurückgekehrt ist und auch seinen alten Körper zurückerhalten hat, begibt er sich in den Himmel, einem genauso verkommenen Ort wie die Hölle, wo er auf die restlichen drei Erzengel Raphael, Michael und Jibril trifft, die jeweils eine Engelsart symbolisieren und sich gegenseitig zerstritten haben. Doch auch da macht er nicht Halt, sondern reist durch die Schalen des Himmels hinauf, bis zum Etemenanki, dem Turm Gottes, wo er dem Schöpfer persönlich gegenübertritt. 
Die Welt von Angel Sanctuary ist weiterhin bevölkert von himmlischen Wesen wie Metatron, Sevothtarte, Dämonen wie Belial und Fabelwesen wie Ghouls und dem Drachen Nidvhegg.

## Veröffentlichungen
Angel Sanctuary erschien von 1994 bis 2000 in Einzelkapiteln im japanischen Manga-Magazin Hana to Yume des |Hakusensha-Verlags. Diese Einzelkapitel wurden von 1995 bis 2001 auch in insgesamt 20 Sammelbänden zusammengefasst. Von 2002 bis 2003 erfolgte eine Neuauflage als 10-bändige Bunkoban-Reihe.
Auf Deutsch ist die Manga-Serie von April 2001 bis Juni 2004 von Carlsen Comics vollständig veröffentlicht worden. Er wurde übersetzt von Nina Olligschläger. Zwischen Januar 2011 und Januar 2013 wurde die Serie als Angel Sanctuary Deluxe in Doppelbänden bei Carlsen herausgegeben. Seit November 2023 veröffentlicht Carlsen die Reihe als Angel Sanctuary Pearls erneut in bisher sieben von zehn geplanten Doppelbänden (Stand Juni 2025).
Angel Sanctuary ist außer in Japan und Deutschland unter anderem auch in Frankreich, Italien, Spanien und den USA erschienen.

## Adaptionen

### Anime
In Anlehnung an die ersten vier Manga-Bände wurde von Bandai Visual im Jahr 2000 eine dreiteilige Anime-OVA produziert, die deutsch synchronisiert auf VOX und  VIVA lief. Sie ist bei OVA Films auf DVD erschienen.
Die Musik stammt von Hikaru Nanase.
Die OVA unterscheidet sich an einigen Stellen vom Manga, so treten einige Charaktere nicht auf. Außerdem wurde die Handlung stark gekürzt. 

#### Synchronisation
| Rolle                    | Japanischer Sprecher (Seiyū) | Deutscher Sprecher |
| ------------------------ | ---------------------------- | ------------------ |
| Alexiel                  | Ai Orikasa                   | Ghadah Al-Akel     |
| Sara Mudō                | Ayako Kawasumi               | Rubina Kuraoka     |
| Setsuna Mudō             | Kenji Nojima                 | Sebastian Schulz   |
| Arakune                  | Mayumi Asano                 | Ghadah Al-Akel     |
| Katan                    | Shin’ichirō Miki             | Tobias Kluckert    |
| Kato                     | Yuji Ueda                    | Dennis Schmidt-Foß |
| Kurai                    | Yuko Miyamura                | Julia Meynen       |
| Mutter (Mudō)            |                              | Heike Beeck        |
| Rosiel                   | Susumu Chiba                 | Gerrit Schmidt-Foß |
| Sakuya Kira              | Takehito Koyasu              | Simon Jäger        |
| Seraphita (Adam Kadamon) | Ryūsei Nakao                 | Thomas Nero Wolff  |
| Vater (Kira)             |                              | Erich Räuker       |

### Artbook
Neben der Manga-Serie wurden auch zwei Artbooks mit den Titeln „Angel Cage“ und „Lost Angel“ sowie das Postkartenbuch „Angelic Voice“ veröffentlicht:
- Tenshi Kinryōku: Angel Cage (天使禁猟区 ANGEL CAGE), 1997, ISBN 4-592-73144-1
- Tenshi Kinryōku: Angelic Voice Postcard Book (天使禁猟区 ANGELIC VOICE ポストカードブック), 1999, ISBN 4-592-73159-X
- Tenshi Kinryōku II: Shittsui Tenshi: Lost Angel (天使禁猟区II 失墜天使 Lost Angel), 2000, ISBN 4-592-73174-3

## Rezeption
Angel Sanctuary erhielt 2004 den Sondermann-Publikumspreis der Frankfurter Buchmesse in der Kategorie „Manga/Manhwa international“.
Die Fachzeitschrift Animania lobt, dass trotz der Änderungen der Handlung bei der Umsetzung als Anime die dramaturgische und atmosphärische Dichte des Mangas etwa erhalten blieb. Die Zeichnungen und Animationen seien von höchster Qualität, die Musik schaffe die passende Atmosphäre. Ebenso sei die deutsche Synchronisation passend und glaubwürdig.